# Gisela Kozak Rovero
Gisela Kozak Rovero (Caracas, 1963) és una investigadora, assagista i narradora veneçolana.
L'escriptora que començà a escriure a l'edat de vuit anys, com en un joc, imitant autors com Oscar Wilde o els germans Grimm, es llicencià en Lletres a la Universitat Central de Veneçuela) i posteriorment es doctorà a la 
Universitat Simón Bolívar. Ha estat professora associada de la Escuela de Letras y de la Maestría en Estudios Literarios a la Universitat Central de Veneçuela. Exerceix de professora universitària a l'Escola de Lletres, des d'on ha publicat nombrosos textos de caràcter científic. Escriure narrativa és per a Kozak una forma d'alliberament, una forma de mirar el món sense vidres protectors i sense normes preestablertes.
Dos temes sempre presents en la literatura de Kozak són la preocupació per la ciutat i el món cultural actual. Així, la ciutat de Caracas i els seus personatges són un tema present i redundant a la seva obra literària.
Però, sia amb els seus textos científics o en els literaris l'obra de Kozak està sempre compromesa amb la realitat i la societat que l'envolta. La seva és una literatura de compromís. Es pot dir que l'obra literària de Gisela Kozak es desenvolupa en el camp de la narrativa i molt específicament en el conte, on l'autora desplega totes les seves qualitats metafòriques i simbòliques, carregades d'ironia i crítica social. Com a escriptora de contes és una de les representants més significatives del conte veneçolà. Ha rebut diversos premis i reconeixements per la seva obra literària.

## Publicacions[2][1]
- 1993 Rebelión en el Cáribe hispánicoː urbes e historias más allá del boom y la posmodernidad (Caracas, Ediciones La Casa de Bello) (assaig)
- 1997 Pecados de la capital y otras historias (conte)
- 1998 La catastrofe imaginariaː cultura, saber, tecnología, instituciones (Caracas, Planeta-Celarg)(assaig)
- 1999 Rapsodia (novel·la)
- 2003 Vida de machos (novel·la)
- 2006 Latidos de Caracas (Caracas: Alfaguara) (novel·la)
- 2007 Venezuela, el país que siempre naceː literatura, política y pasión de historia (Caracas: Alfadil)(assaig)
- 2011 En rojo, narración coral (Caracas: Alfa) (contes)[4]
- 2011 Todas las lunas (Caracas: Equinocio) (novel·la)[4]

També ha publicat diversos articles en revistes científiques, com Tecnologías, cultura, vida cotidiana y académica (1997), De saberes e incertidumbres (debates internacionales de las últimas décadas) (2000), ¿Adónde va la literatura? La escritura, la lectura y la crítica entre la galaxia Gütemberg y la galaxia electrónica (2001), Malena de cinco mundos, de Ana Teresa Torres: de mundos, mujeres y representación y del no caer en ciertas tentaciones (2003), La novelística hispanoamericana entre la galaxia Gutemberg y la galaxia electrónica (2004), El lesbianismo en Venezuela es asunto de pocas páginas: literatura, nación, feminismo y modernidad (2008) o La realidad y el deseo (2013), entre d'altres.

## Premis i reconeixements[2][1]
- 1997 Premi Bienal de Narrativa Armas Alfonzo per Pecados de la capital
- 1999 Finalista del Premi Miguel Otero Silva de l'Editorial Planeta per Latidos de Caracas
- 2003 Finalista en el concurs de contes de SACVEN per Vida de machos
- 2006 Menció d'honor a la Bienal de Ensayo Enrique Bernardo Nuñez, Ateneo de Valencia per Venezuela, el país que siempre naceː literatura, política y pasión de historia